# FC 이베리아 1999
FC 이베리아 1999(조지아어: საფეხბურთო კლუბი იბერია 1999)는 조지아의 축구 클럽으로 수도인 트빌리시에 연고를 두고 있다.
2024년 2월 27일, 구단명을 FC 사부르탈로 트빌리시(FC Saburtalo Tbilisi)에서 현재의 명칭으로 변경하였다.

## 역대 성적
| 종류 | 대회             | 횟수 | 시즌             |
| ---- | ---------------- | ---- | ---------------- |
| 국내 | 에로브눌리리가   | 2    | 2018, 2024       |
| 국내 | 에로브눌리리가 2 | 1    | 2014–15          |
| 국내 | 조지아컵         | 3    | 2019, 2021, 2023 |
| 국내 | 조지아 슈퍼컵    | 1    | 2020             |